# Cololejeunea ceatocarpa
Cololejeunea ceatocarpa là một loài Rêu trong họ Lejeuneaceae. Loài này được (Ångström) Stephani mô tả khoa học đầu tiên.